# Schir schel Jom
Schir schel Jom (שִׁיר שֶׁל יוֹם) bedeutet „‚Lied‘ [d. h. Psalm] [des] Tag [Wochentags]“ besteht aus einem Psalm, der täglich am Ende des jüdischen Morgengebetes (Schacharit) rezitiert wird. Für jeden Tag der Woche gibt es einen eigenen Psalm mit einem hebräischen Namen und einer zugehörigen Zählung. Obwohl es im Grunde dem Lied der Leviten ähnlich ist, das am Heiligen Tempel in Jerusalem  wurde, gibt es einige Unterschiede zwischen beiden.

## Psalmen und ihre Bedeutung
Die Baraita (Lehrmeinung), die Rabbi Jehuda ben Ilai (wirkte im zweiten Jahrhundert) im Namen des Rabbi Akiva (wirkte im ersten Jahrhundert) zitierte, besagt: Die Lieder wurden mit Bezug zu jedem einzelnen Tag gemäß der Bedeutung des Tages innerhalb der Schöpfungswoche ausgewählt. Der Zohar stellt eine alternative Begründung auf, indem er die sieben Psalmen zu den sieben 1000-Jahres-Perioden in Beziehung setzt.
An Feiertagen, einschließlich Chol HaMoed und Rosch Chodesch würden die Leviten „Schir schel Jom“ singen. Es ist jedoch üblich, „Schir schael Jom“ nach dem Schacharit zu rezitieren.
| Wochentag  | Psalm | Bemerkung |
| ---------- | ----- | --- |
| Sonntag    | 24    | LAdonai ha’aretz u’milo’ah (לַיְהוָה הָאָרֶץ וּמְלוֹאָהּ, „Denn Gott ist das Land und seine Fülle“) wird vorgetragen, im Bezug auf den ersten Tag der Genesis, an dem Gott das Universum übernahm, es für die Menschheit gestaltete und über seine Welt herrschte, durch sich selbst. |
| Montag     | 48    | Gadol Adonai u’mehulal me’od (גָּדוֹל יְהוָה וּמְהֻלָּל מְאֹד, „Gott ist großartig und gelobt“) wird vorgetragen, im Bezug auf den zweiten Tag der Genesis, an dem er den Himmel von der Erde trennte und über sie herrschte.                                                          |
| Dienstag   | 82    | Elohim nitzaw ba’adat El (אֱלוֹהִים נִצָּב בַּעֲדַת אֶל, „Gott steht in der göttlichen Versammlung“) wird vorgetragen, im Bezug auf den dritten Tag der Genesis, an dem er das Land mit seiner Weisheit gestaltete, und damit die Welt auf seine Ankunft vorbereitet.                 |
| Mittwoch   | 94    | El nekamot Adonai (אֵל נְקָמוֹת יְהוָה, „Er ist ein Gott der Rache“) wird vorgetragen, im Bezug auf den vierten Tag der Genesis, an dem er die Sonne und den Mond erschuf und wie er diejenigen bestraft, die Sonne und Mond verehren.                                           |
| Donnerstag | 81    | Harninu leilohim usenu (הַרְנִינוּ לֵאלֹהִים עוּזֵּנוּ, „Singt fröhlich für unseren mächtigen Gott“) wird vorgetragen, im Bezug auf den fünften Tag der Genesis, an dem er die Vögel und die Fische erschuf, damit diese seinen Namen loben.                                          |
| Freitag    | 93    | Adonai malach gei’ut lawesch (יְהוָה מָלַךְ גֵּאוּת לָבֵשׁ, „Hashem hat regiert und die Pracht angelegt“) wird vorgetragen, im Bezug auf den sechsten Tag der Genesis, an dem er seine Arbeit beendete und über seine Geschöpfe regierte.                                             |
| Samstag    | 92    | Mismor schir leJom haSchabbat (מִזְמוֹר שִׁיר לְיוֹם הַשַּׁבָּת, „Ein Lied, ein Lied für den Sabbat“) wird vorgetragen, im Bezug auf den siebten Tag der Genesis, an dem er ruhte. |